# Cawi
CAWI é o acrónimo para Computer Assisted Web Interviewing que significa Entrevista Web Assistida por Computador. O CAWI é a técnica de inquérito estatístico realizada através da internet. O entrevistador é orientado durante a entrevista seguindo um algoritmo disponibilizado pelo computador. Esse software tem a capacidade de configurar a ordem e o tipo de questões baseando-se nas respostas anteriores, ou na informação conhecida sobre o participante.
A empresa pioneira no Brasil foi a Brazil Panels iniciou com coleta de dados online em 2000 no Brasil fundada por Claudio Vasques.
A coleta de dados CAWI consiste em convite por e-mail ou aplicativo enviado aos usuários cadastrados em um painel.